# Charitine d'Amisus
 (juin 2025).
Charitine d'Amisus ou Charitine de Rome est une sainte chrétienne, ainsi qu'une vierge martyre ayant vécu en Asie Mineure. Elle se distingua par sa chasteté et sa piété. Sa vie était rythmée par le jeûne, la prière et l'étude. Elle convertit de nombreuses personnes au christianisme pendant le règne de l'empereur Dioclétien et a été saisie dans la ville d'Amisus, dans le Diocèse du Pont. Après sa mort, son corps fut jeté dans la mer en l'an 304.

## Histoire
Charitine naquit vers l'an 287 à Amisus. Orpheline, elle fut la servante d'un homme chrétien éminent répondant au nom de Claude le pieux, qui l'éleva comme sa propre fille. La jeune femme était jolie, sensée et gentille. Elle transmit son amour pour le Christ, et convertit de nombreuses personnes. Charitine était douce, humble, obéissante et silencieuse. Bien qu'elle n'était pas baptisée, elle était chrétienne dans l'âme. Elle étudia la loi divine et fit serment de demeurer vierge en tant qu'épouse du Christ.
Par son exemple, Charitine a converti de nombreuses personnes au christianisme. C'était à l'époque où les persécutions faisaient rage sous l'empereur Dioclétien, et le gouverneur de l'empereur, Domice, entendit parler d'elle. Il envoya des soldats pour la retirer à son père adoptif et la traduire en justice. Le juge lui a demandé : « Est-il vrai, petite fille, que vous êtes chrétienne et que vous trompez les autres en les amenant à cette croyance honteuse ? » Charitine répondit courageusement : « Il est vrai que je suis chrétienne, mais c’est un mensonge que de dire que je trompe les autres. « Je conduis ceux qui errent sur le chemin de la vérité et je les amène à mon Christ. » Le juge a alors ordonné que ses cheveux soient coupés et que des charbons ardents soient placés sur sa tête.
Ils la jetèrent à la mer, mais se hissant hors de l'eau, elle proclama : "Voici mon baptême". Dieu la délivra. Elle fut attachée à une roue, qui commença à tourner, mais un ange divin arrêta la roue et Charitine demeura saine et sauve. Ensuite, le juge envoya certains jeunes dissolus dans le but de la violer. Craignant ce déshonneur, Sainte Charitine pria Dieu de recevoir son âme avant que ces hommes ne puissent souiller son corps vierge. Alors qu'elle s'agenouillait en prière, son âme quitta son corps et entra dans le royaume éternel du Christ. On dit que cela se serait produit en l'an 304,.
Le Martyrologium Romanum déclare que son martyre eut lieu à Korykos, en Cilicie, en Anatolie.

## Kontakion de Sainte Charitine
Empourprée par le sang du martyre, tu resplendis * de beautés célestes, Charitine, en t’écriant: * Tu es, Seigneur, l’allégresse des Martyrs.

## Iconographie
Sainte Charitine est représentée avec un ange éteignant un bûcher funéraire.